# Lugo (tỉnh)
Tỉnh Lugo là một tỉnh tây bắc Tây Ban Nha, phía đông bắc của cộng đồng tự trị Galicia. Tỉnh này giáp các tỉnh Ourense, Pontevedra, và A Coruña, công quốc Asturias, León, và phía bắc giáp biển Cantabria  (vịnh Biscay).
| Tỉnh Lugo                       | Tỉnh Lugo | Tỉnh Lugo | Tỉnh Lugo |
| ------------------------------- | --------- | --------- | --------- |
| Huyện                           | Dân số    |           |           |
| Thành phố Lugo                  | 26.959    |           |           |
| Chantada                        | 15.003    |           |           |
| Fonsagrada                      | 17.302    |           |           |
| Thành phố Mondoñedo             | 10.590    |           |           |
| Monforte                        | 12.912    |           |           |
| Panton                          | 12.988    |           |           |
| Villalba                        | 13.572    |           |           |
| Vivero                          | 12.843    |           |           |
| Thị xã, làng                    | 343.217   |           |           |
| Tổng:                           | 465.386   |           |           |
| (Encyclopædia Britannica, 1911) |           |           |           |

Tỉnh có dân số năm 2006 là 356.595 người. Tổng cộng có 67 đô thị.